# پروگرس (پنسیلوانیا)
پروگرس (به انگلیسی: Progress) یک منطقهٔ مسکونی در ایالات متحده آمریکا است که در شهرستان دافین واقع شده‌است. پروگرس ۷٫۲۶ کیلومتر مربع مساحت و ۹٬۷۶۵ نفر جمعیت دارد و ۱۵۲٫۴ متر بالاتر از سطح دریا واقع شده‌است.